# Krokodiler

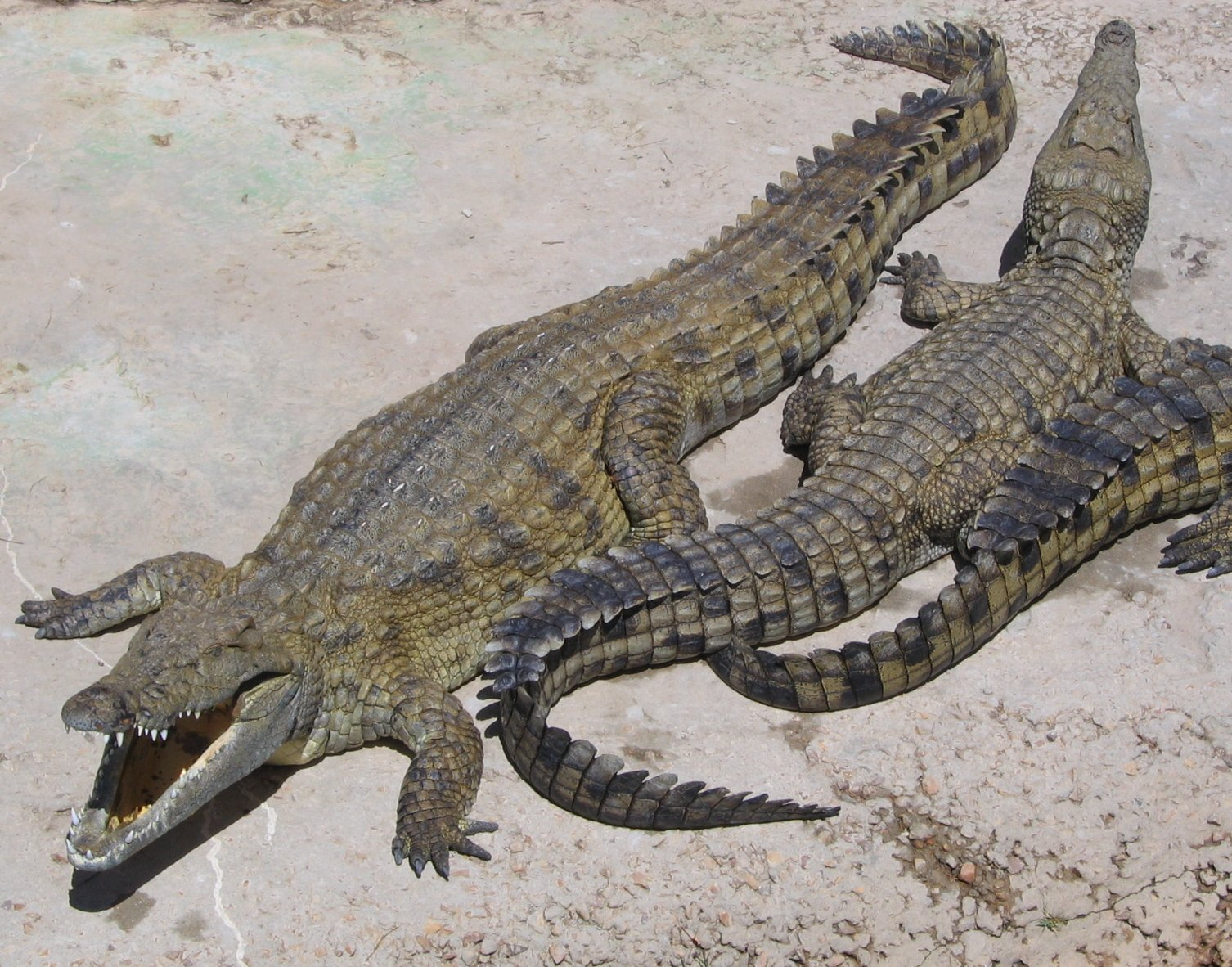
Nilkrokodiler på Le Bonheur Crocodile Farm nära Stellenbosch, Sydafrika.

Krokodiler (Crocodylidae) är en familj av ordningen krokodildjur. De är större kräldjur som lever i anslutning till vatten i Afrika, Asien, Amerika och Australien. Beroende på taxonomi räknas 13 eller 14 nu levande arter till familjen.  

## Utseende och anatomi
Saltvattenkrokodilen, eller deltakrokodilen som den också kallas, är den största arten. De största intygade måtten för arten är 6,3 meter längd och något över ett ton i vikt. Nilkrokodilen är den näst största och kan bli upp till 5,5 meter lång och väga ungefär ett ton. Den minsta arten är dvärgkrokodilen som vanligen har en längd av 1,6 meter (sällan upp till 1,9 meter). Krokodilernas färg kan variera mellan grön, brun och grå. Krokodilernas nosar är smalare och spetsigare än nosen på alligatorer och kajmaner medan krokodilerna har bredare nos än gavialen.
Krokodiler har mycket bra hörsel, bra syn och de ser färger. De har en genomskinlig blinkhinna som fälls ner när de jagar under vattnet. Blinkhinnan ger även ett skydd för ögat.

### Respirationssystem
Precis som däggdjurens lungor består krokodildjurens lunga till större delen av små kapilläromspunna, tunna lungblåsor som kallas alveolära lungor. Krokodildjur andas som fåglar, de andas med enkelriktad luftström. Blåsorna öppnar sig i små luftkanaler som kallas bronkioler. Bronkioler samlar ihop sig inne i lungan till större kanaler som kallas bronker. Bronker går samman till en luftstrupe vars främre del utgörs av ett struphuvud. När ett krokodildjur andas in strömmar luften genom luftstrupen och in i två primära bronker, de förgrenar sig till sekundära smalare passager. Luften fortsätter att röra sig genom dessa passager och sedan in i ännu smalare tertiära luftvägar. Därefter rör sig luften in i de sekundära luftvägarna som de passerade i början. Luften strömmar sedan tillbaka in i de primära luftvägarna och utandas. Krokodilernas lungor ventileras inte kontinuerligt. Reptilerna har långa perioder av andningsstillestånd. Lungorna hos krokodildjuret är bundna till levern och bäckenet genom diaphragmaticus muskel (likvärdig med membranet hos däggdjur). Under andning sträcks och komprimeras lungorna. När krokodilen andas in utvidgas muskulaturen vid revbenen vilket gör att revbenen expanderar och det gör så att krokodildjuret kan ta in mer luft. Utandningen sker genom sammandragningar av motverkande revbensmuskler så att bröstkorgens volym minskar och luft pressas ut ur lungorna. Krokodildjuren kan använda musklerna som används vid andningen för att justera läget för sina lungor. Därigenom kan de styra flytkraften i vattnet. Krokodildjur sjunker när lungorna dras mot svansen och flyter när de flyttas tillbaka mot huvudet. 

### Matspjälkningssystemet
Matspjälkningssystemet ser i stort sett likadant ut som hos groddjuren. Den största skillnaden finns i munnen. Nya specialiserade körtlar tillkommer och tänderna är färre och allt mer specialiserade. Krokodiler har enbart tänder på käkarna, tänderna är fästa i djupa gropar i käkbenet. Krokodildjur har även en relativt orörlig tunga. Krokodilernas tänder är mycket väl anpassade för att både gripa och hålla sitt byte. Maten sväljer de hel. Magtarm-kanalen är ganska kort, eftersom kött är en ganska enkel produkt för djuret att smälta. Krokodilens mage är uppdelad i två olika delar: En muskulös muskelmage som maler ner maten, och en magkammare där enzymer bryter ner den. En krokodils mage är surare än hos något annat ryggradsdjur och innehåller åsar som är viktiga för den mekaniska nedbrytningen av maten. Krokodilens matspjälkning sker snabbare vid högre temperaturer. Krokodiler har en mycket låg ämnesomsättning och i och med det även lågt energibehov. Detta gör det möjligt för dem att överleva i flera månader på endast en måltid samt att smälta maten långsamt. De kan tåla en förlängd fasta då de lever på lagrat fett mellan måltiderna. Även nykläckta krokodiler kan överleva 58 dagar utan mat, men de kan förlora en del av sin kroppsvikt under denna tiden. En vuxen krokodil behöver mellan en tiondel och en femtedel av den mängd mat som behövs för ett lejon med samma vikt.  

### Blodsystem och hjärta
Krokodiler kan kontrollera sitt eget hjärta, och det är en fördel när den skall befinna sig under vatten en längre tid. Krokodilen kan återanvända blodet och därmed utnyttja den sista lilla procenten syre. Detta sker när det inte är möjligt för krokodilen att andas. Krokodildjuren kan dirigera om blodet och få det att göra ytterligare ett varv genom kroppens artärer och ut i musklerna. Forskare som gjorde denna upptäckt satte in ett levande hjärta i ett konstgjort blodomlopp och gjorde upptäckten att krokodiler har speciella hjärtklaffar med tandformade taggar i den högra hjärtkammaren. Taggarna passar in i varandra, så att hjärtklaffarna kan fungera som en slags ventil. I vanliga fall är ventilen öppen, och allt syrefattigt blod pumpas ut i lungorna. Stängs den så kallade ventilen kommer ungefär en tredjedel av blodet istället att skickas genom en av huvudartärerna och ut i allt mindre artärer. Adrenalinet kontrollerar klaffarna. 

### Krokodilens rörelseapparat
I skuldergördeln återfinns skulderbladet hos de flesta djur, men nyckelbenet återfinnas endast hos djur som klättrar och flyger men inte hos fyrbenta djur som krokodilen. Korpbenet ger stöd mot bröstbenet i fåglarnas och krokodilernas skelett och finns med denna funktion kvar hos lägre däggdjur. Hudskelett är ett yttre skelett bildat av huden hos vissa djurgrupper, huden skyddar underliggande mjuka vävnader men kan även fungera som fäste för musklerna. Hudskelettet kan vara olika kraftigt och utgöras av förtjockande hårda partier i huden. Fiskarnas fjäll är en form av hudskelett och sköldpaddornas och krokodilernas pansar är hudskelett som bildats av läderhuden. Med läderhuden på kroppens ovansida bildar krokodilen ett hudskelett. Krokodiler har en avancerad kroppsbyggnad för att jaga, simma och skydda sig. De har en lång kropp och en lång svans som de använder sig av när de simmar. Krokodiler har fem tår på framfötterna och fyra på bakfötterna. Mellan alla tår har de simhud. I dagsljus har krokodiler avlånga pupiller. Men när det mörknar utvidgas de till stora cirklar för att släppa in mer ljus. När djuret simmar under vattenytan täcks ögonen av hinnor som skyddar mot vattnet. Krokodilen kan inte fokusera med dem, så då måste de förlita sig på sina andra sinnen.

### Nervsystem
Ryggradsdjurs och reptilers nervsystem är uppbyggt på samma vis. De består av en hjärna, ryggmärgsnerv och andra nerver som leder från hjärnan eller ryggmärgen. De har också vissa känselorgan gemensamt. Deras hjärna består av 12 delar som byggs upp av hjärnnerver. I jämförelse med däggdjur har reptilerna mindre hjärnor. Mittdelen av hjärnan har ett mycket välutbildat syncentrum. “Lillhjärnan” är större hos reptiler än hos groddjuren. Reptilernas och däggdjurens största skillnad är storleken på deras hjärnor och det är hjärnhalvorna som utgör större delen hos däggdjur och andra delen av hjärnan döljer dem. Massan i hjärnhalvorna är mindre i både storlek och i förhållande till deras kropp. Och generellt sett är reptiler mindre intelligenta än däggdjuren och fåglar. Större reptiler har betydligt bättre hjärnutveckling. Speciellt krokodiler har relativt stora hjärnor och de visar tydligt upp en bra samhällsuppbyggnad.

### Utsöndringsorgan
Levern, urinvägarna och njurarna är de viktigaste utsöndringsorganen. Utsöndringen utförs huvudsakligen av två små njurar. Till skillnad från njurarna hos däggdjur och fåglar, är reptilers njurar oförmögna att producera flytande urin som är mer koncentrerad än deras egen kroppsvätska. Detta beror på att de saknar en specialiserad struktur, som det finns hos t.ex. däggdjur och fåglar. På grund av detta, måste många reptiler använda grovtarmen som hjälpmedel för att resorbera vatten. Några reptiler har även möjligheten att ta upp vatten som lagrats i urinblåsan.

## Ekologi
Krokodiler är köttätare och tar många olika slags byten. De lever bland annat av däggdjur, vattenlevande fåglar, groddjur, andra kräldjur och fiskar. Stora krokodiler kan ta stora däggdjur och kan sällsynt ta djur som är dubbelt så stora som de själva. Krokodiler äter inte ofta, bara 50 mål under ett helt år.[källa behövs] Energin från maten lagrar de i ryggen och svansen.[källa behövs] Ofta jagar de ensamma men ibland, om det finns mycket föda, jagar de i grupp. Krokodilen kan kasta sig 1,5 meter upp ur vattnet för att ta ett djur vid stranden.[källa behövs]
Krokodiler kommunicerar med varandra med hjälp av vrålande läten som kan höras upp till 150 meter bort vilket sker under parningssäsongen. Genom att sladda kan krokodilen svänga i höga hastigheter. 
Fullvuxna krokodiler har inte många fiender. De konkurrerar mest med sin egen art och med människan. Vuxna hanar slåss om revir och honor. Det händer att krokodiler blir dödade av lejon, leoparder, tigrar och ormar, men det är ovanligt. 

### Fortplantning
Boet placeras mycket noga så att det inte ska översvämmas men samtidigt ha rätt temperatur. Det får inte vara under 27°C och inte över 34°C.[källa behövs] Boet byggs på natten och det kan ta upp till flera veckor innan det är klart. Honan lägger sedan 30-70 ägg i en sandgrop och efter 90 dagar så kläcks ungarna. Honan gräver upp dem, kastar upp dem i luften och fångar dem i munnen för att bära några åt gången till vattnet. Honan vakar över ungarna i flera veckor, men djur som storkar, örnar och fiskar ser till att det inte blir många ungar som når vuxen ålder. 90% av ungarna dör redan innan äggen kläcks och de har sedan väldigt små chanser att överleva till vuxen ålder. Krokodilerna är cirka 21 centimeter långa när de föds.[källa behövs]
Alla krokodildjur fortplantar sig på samma sätt. De har en inre befruktning och lägger ägg. Fortplantningsprocessen går till på samma sätt som det gör för andra djur och som oss människor. 2 månader efter parning lägger honan ägg, vanligtvis runt 40 st. Dessa lägger hon sedan i en grop och gräver över så pass mycket sand för att en översvämning inte ska kunna döda ungarna. Detta görs för skydd och äggen kläcks sedan cirka 3 månader efteråt. 

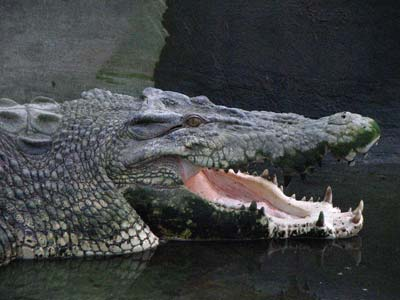
Saltvattenkrokodil (Crocodylus porosus)
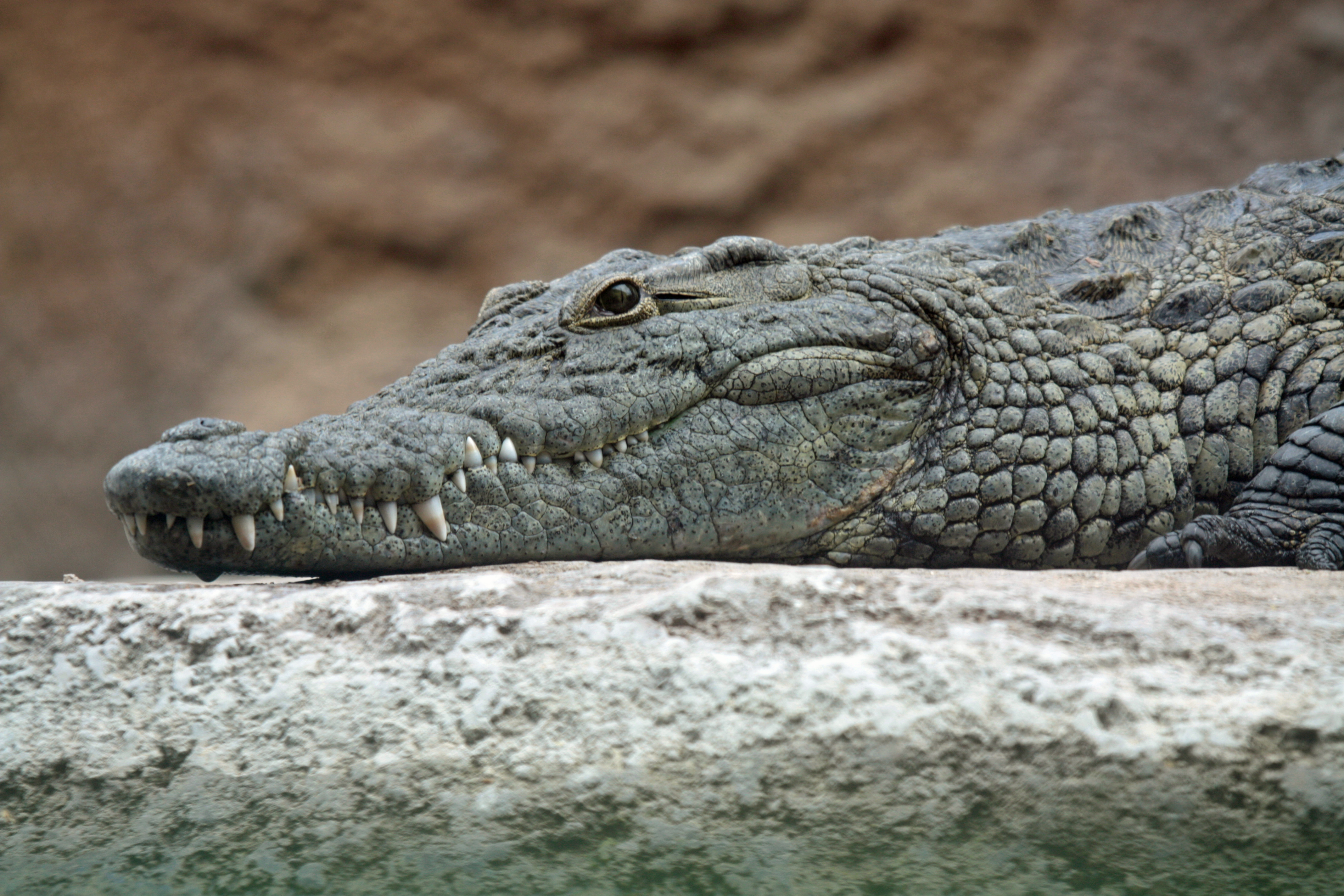
Nilkrokodil (Crocodylus niloticus)

## Krokodiler och människan
De större krokodilerna som nilkrokodilen och saltvattenskrokodilen kan utgöra en fara för människor då människan kan ses som ett byte. Upp till 1000 människor dödas varje år i krokodilattacker.

## Systematik
Krokodilerna delas upp i tre underfamiljer: Crocodylinae, Tomistominae och Mekosuchinae. Samtliga av de nu levande krokodilerna tillhör Crocodylianae förutom den falska gavialen som tillhör underfamiljen Tomistominae. Underfamiljen Mekosuchinae är utdöd. Utöver krokodiler finns ytterligare två familjer i ordningen krokodildjur: gavialer (Gavialidae) samt alligatorer och kajmaner (Alligatoridae).

### Släkten och arter
- Crocodylus

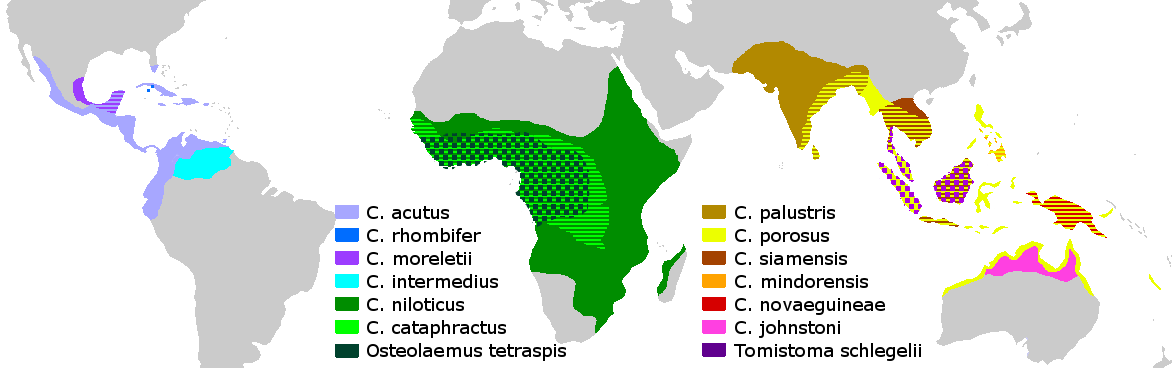
Krokodilernas utbredning.

  - Spetskrokodil, Crocodylus acutus 
  - Pansarkrokodil, Crocodylus cataphractus 
  - Orinocokrokodil, Crocodylus intermedius  
  - Sötvattenkrokodil Crocodylus johnstoni
  - Filippinsk krokodil, Crocodylus mindorensis
  - Moreletkrokodil, Crocodylus moreletii 
  - Nilkrokodil Crocodylus niloticus 
  - Nya Guinea-krokodilen Crocodylus novaeguineae
  - Sumpkrokodil, Crocodylus palustris
  - Saltvattenkrokodil, Crocodylus porosus 
  - Kubakrokodil, Crocodylus rhombifer 
  - Siamesisk krokodil, Crocodylus siamensis
- Osteolaemus
  - Dvärgkrokodil, Osteolaemus tetraspis
- Tomistoma
  - Falsk gavial, Tomistoma schlegelii
- † Deinosuchus

Falsk gavial bör enligt en studie från 1989 listas i samma familj som de äkta gavialerna (Gavialidae).

## Krokodiler i Norden
I Norden har det vid tillfällen berättats om krokodiler som hittats eller setts i skogar och vattendrag, en del vilka med stor säkerhet kan ha varit ett dumpat husdjur. Man har även funnit spår efter fossila arter såsom dessa nedanför nämnda:
- Aigialosuchus villandensis (Sverige)[14]
- Thoracosaurus scanicus (Danmark och Sverige), infogas ibland som synonym i Thoracosaurus macrorhynchus[15]